# Hamlet (film 2009)
Hamlet – brytyjski film z 2009 roku, będący ekranizacją inscenizacji teatralnej, zrealizowanej rok wcześniej przez Royal Shakespeare Company w tej samej obsadzie. W roli tytułowej wystąpił David Tennant. Film został wyprodukowany z myślą o telewizji, zaś jego premiera miała miejsce 26 grudnia 2009 na antenie BBC Two. 

## Fabuła
Film stanowi dość wierną adaptację dzieła Szekspira, aktorzy mówią oryginalnym tekstem. Wprowadzono jedynie drobne skróty fabularne, m.in. czyniąc ze śmierci Hamleta scenę zamykającą film. Postacie noszą współczesne kostiumy i używają współczesnych rekwizytów, wśród których szczególnie ważną rolę odgrywają kamery. Klimat teatru elżbietańskiego, dla którego pierwotnie pisał Szekspir i w którym sam występował, został odtworzony w scenie występu trupy aktorów na dworze króla Klaudiusza. Z wyjątkiem scen rozmowy Hamleta z grabarzem oraz następującego po niej pogrzebu Ofelii, całość zrealizowano we wnętrzach studyjnych. 

## Główna obsada
- David Tennant jako Hamlet
- Patrick Stewart jako Król Hamlet i Król Klaudiusz
- Penny Downie jako Królowa Gertruda
- Mariah Gale jako Ofelia
- Peter de Jersey jako Horacy
- Edward Bennett jako Laertes
- Oliver Ford Davies jako Poloniusz
- Sam Alexander i Tom Davey jako Rozenkranc i Gildenstern
- Mark Hadfield jako Grabarz